# Waléran Ier de Limbourg
Walram Ier ou Waléran Ier de Limbourg, dit Udon, mort vers 1082, fut comte d'Arlon (sous le nom de Waleran II) de 1052 à 1082, et comte de Limbourg de 1065 à 1082. Il semble être le fils de Walram (de), comte d'Arlon.
L'origine de sa famille est mal connue, il semble qu'il soit membre d'une branche collatérale de la maison d'Ardenne. Il est aussi possible que sa mère soit Adèle de Lorraine, fille de Thierry Ier, duc de Haute-Lotharingie.
Il est d'abord comte d'Arlon en indivis avec son frère Foulques, puis devient seul comte à la mort de ce dernier en 1078. 
Il épousa Jutte, fille de Frédéric de Luxembourg, duc de Basse-Lotharingie et de Gerberge de Boulogne, qui lui donnera comme fils :
- Henri Ier (1059 † 1119), duc de Limbourg.

Ce mariage lui apporta en dot le comté de la Len ou de Lengau, un ancien district du comté de Liège. Waléran s'installa dans cette terre, et fit construire un château qu'il nomma Limbourg (=Len-burg). Ce château et la ville qui l'entoure devinrent la capitale du comté de Lengau, qui prit ensuite le nom de comté de Limbourg. Il fut également avoué de l'abbaye de Saint-Trond, dépendant de l'évêché de Metz, que son beau-père avait déjà tenu, et dont il transmit la charge à ses descendants.

## Sources
- M. Yans, « Waleran Ier, dit Udon », Académie royale de Belgique, Biographie nationale, vol. 27, Bruxelles, 1938 [détail des éditions], p. 48-49.
- Généalogie de la maison de Limbourg.